# Sojuz 18
Sojuz 18 (ryska: Союз-18) var en flygning i det sovjetiska rymdprogrammet till rymdstationen Saljut 4. Farkosten sköts upp med en Sojuz-raket från Kosmodromen i Bajkonur den 24 maj 1975. Man dockade med rymdstationen den 25 maj 1975.
Farkosten lämnade rymdstationen den 26 juli 1975, återinträdde i jordens atmosfär och landade i Sovjetunionen några timmar senare.
Sojuz 18 blev den sista bemannade farkost att besöka Saljut 4. 
Samtidigt som Klimuk och Sevastyanov befann sig ombord på Saljut 4 genomfördes ASTP. På grund av detta befann sig 7 personer samtidigt i omloppsbana runt jorden, vilket tangerade rekordet från Sojuz 6, Sojuz 7 och Sojuz 8 gemensamma flygning i oktober 1969.